# Neri da Rimini
Pour les articles homonymes, voir Rimini (homonymie).
Neri da Rimini (Bologne, né avant 1300, actif jusqu'en 1322)  est un enlumineur et un peintre italien, actif au début du XIVe siècle.

## Biographie
Neri da Rimini, comme les autres artistes de l'école de Rimini, a été fortement influencé par le cycle de fresques (aujourd'hui perdues) que Giotto, en route vers Padoue, où il se rend pour peindre les fresques de la chapelle des Scrovegni a peintes pour l'église San Francesco, lorsque celui-ci a séjourné à Rimini en 1303.

## Œuvres
- Christ en Majesté (1300), Fondation Cini, Venise.
- Partition musicale (1303), San Silvestro, Larciano, Pistoia.
- Partition musicale religieuse (antiphonaire) (1308), Wade Fund, Cleveland, Ohio.
- Livre de chœur (1314), musée civique, Bologne.